# Hamza Yerlikaya
Hamza Yerlikaya (Istanbul, Turquia 1976) va ser un lluitador turc, guanyador de dues medalles olímpiques d'or, tres vegades campió del Món i vuit vegades campió d'Europa.

## Biografia
Va néixer el 6 de juny de 1976 al districte Kadıköy de la ciutat d'Istanbul.

## Carrera esportiva
Va participar, als 20 anys, en els Jocs Olímpics d'Estiu de 1996 realitzats a Atlanta (Estats Units), on va aconseguir guanyar la medalla d'or en la prova masculina de pes mitjà (82 kg.) en la modalitat de lluita grecoromana, un metall que aconseguí revalidar (85 kg.) en els Jocs Olímpics d'Estiu de 2000 realitzats a Sydney (Austràlia). Gran favorit per repetir l'èxit en els Jocs Olímpics d'Estiu de 2004 realitzats a Atenes (Grècia), finalment únicament pogué finalitzar en quart lloc, aconseguint així mateix un diploma olímpic.
Al llarg de la seva carrera ha guanyat quatre medalles en el Campionat del Món de lluita, tres d'elles d'or; nou medalles en el Campionat d'Europa, vuit d'elles d'or (convertint-se així en l'únic turc que ha aconseguit aquest fet); dues medalles en els Jocs del Mediterrani i dues vegades la Copa del Món de l'especialitat.

## Carrera política
Va ser diputat al Parlament turc pel Partit de la Justícia i el Desenvolupament (AKP), entre 2007 i 2011.